# Point Leamington
Point Leamington är en ort i Kanada.   Den ligger i provinsen Newfoundland och Labrador, i den östra delen av landet, 1 600 km öster om huvudstaden Ottawa. Antalet invånare är 619.
Terrängen runt Point Leamington är platt. En vik av havet är nära Point Leamington norrut. Runt Point Leamington är det mycket glesbefolkat, med 2 invånare per kvadratkilometer.. Point Leamington är det största samhället i trakten. 
I omgivningarna runt Point Leamington växer i huvudsak blandskog.